# Külkereskedelmi Oktatási és Továbbképző Központ
A Külkereskedelmi Oktatási és Továbbképző Központ (KOTK) közel 70 éve működik, fő profilja a felnőttképzés és szakképzés.
Megalakulásakor elsősorban továbbképzéssel, vezetőképzéssel és nyelvoktatással foglalkozott. Fő tevékenysége volt a posztgraduális és az érettségi utáni továbbképzés, a vezetőképzés, valamint szaknyelv oktatása a nagy külkereskedelmi vállalatok igényei szerint. A képzés olyan külkereskedelmi szakemberekre koncentrálódott, akik vezetési ismereteket vagy kiegészítő – például marketing-, jogi stb. – szakmai ismereteket, illetve idegen nyelveket kívántak elsajátítani. A rendszerváltást követően a külkereskedelem liberalizációja után egy fajta mintaiskola lett, mely nagyban segítette a hazai kis-és középvállalkozások nemzetközi piacra való jutását.
Napjainkban tevékenységének fókuszában a felnőttképzés, az OKJ szerinti szakmák oktatása áll, de emellett a gazdasági szakemberek továbbképzése is része működésének. A nyelvoktatás szervesen hozzátartozik a felnőttképzéshez és a szakképzéshez, hiszen a külgazdasági szakemberek felkészültségéhez a nyelvtudás is szükséges. A nyelvoktatás a KOTK-nak megalakulása óta az egyik legfontosabb szolgáltatása, a cég a külkereskedelmi szaknyelv oktatásának elismert központja. A KOTK vizsgaközpontjában nem csak a saját hallgatók, hanem máshol végzettek is tehetnek szakmai vizsgát és nyelvvizsgát.